# اللاسلطوية في أستراليا

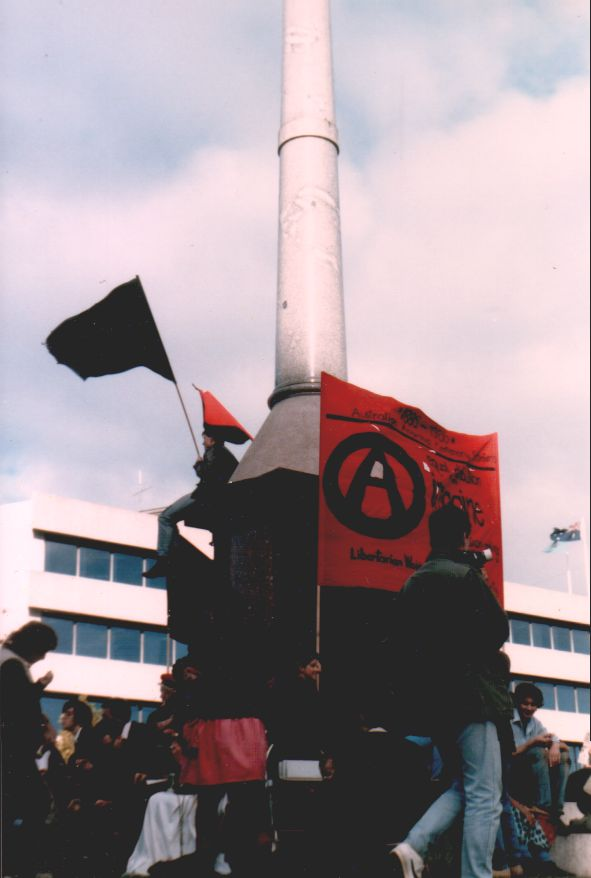
احتفالات بالذكرى المئوية لللاسلطويين الأستراليين في 1 مايو 1986 في نصب ملبورن التذكاري ليوم الثماني ساعات، بعد مسيرة في شارع سوانستون من بنك يارا.

وصلت اللاسلطوية في أستراليا في غضون بضع سنوات من اللاسلطوية التي تطورت بوصفها ميلًا واضحًا في أعقاب كومونة باريس سنة 1871. رغم كونها مدرسة فكرية وسياسية ثانوية، فهي تتكون في المقام الأول من النشطاء والمثقفين. شكلت اللاسلطوية الأسترالية تيارًا مهمًا عبر تاريخ وأدب المستعمرات والأمة وقد أثرت صناعيًا وثقافيًا. مع أن نفوذها تضاءل من ذروته في أوائل القرن العشرين حيث أثرت التقنيات والأفكار اللاسلطوية بعمق في الحركة النقابية الأسترالية الرسمية. في منتصف القرن العشرين، اقتصر تأثير اللاسلطوية في المقام الأول على الحركات الثقافية البوهيمية الحضرية. أما في أواخر القرن العشرين وأوائل القرن الحادي والعشرين كانت اللاسلطوية الأسترالية عنصرًا في العدالة الاجتماعية وحركات الاحتجاج في أستراليا.

## وصلات خارجية
- Bibliography of Anarchism & Syndicalism in Australia & Aotearoa / New Zealand
- Sydney Libertarians and Anarchism Index
- Anarcho-Syndicalism in Melbourne and Sydney
- anarchist bulletin
- Melbourne Anarchist Club
- Jura Books